# Internationale luchthaven Don Miguel Hidalgo y Costilla
De internationale luchthaven Don Miguel Hidalgo y Costilla (Spaans: Aeropuerto Internacional Don Miguel Hidalgo y Costilla, , Engels: Don Miguel Hidalgo y Costilla International Airport), ook wel internationale luchthaven van Guadalajara (Spaans: Aeropuerto Internacional de Guadalajara, Engels: Guadalajara International Airport), is de internationale luchthaven van Guadalajara, de hoofdstad van de Mexicaanse deelstaat Jalisco. Het vliegveld is genoemd naar onafhankelijkheidsstrijder Miguel Hidalgo.

## Ligging en activiteiten
Het vliegveld bevindt zich op 16 kilometer van Guadalajara, in de gemeente Tlajomulco de Zuñiga. De gemeente Guadalajara telt ongeveer 5 miljoen inwoners en is daarmee de op een na grootste stad in Mexico.
Na de internationale luchthaven Benito Juárez (2017: 44,5 miljoen passagiers) en de internationale luchthaven van Cancún (2017: 23,6 miljoen) is het het grootste vliegveld van Mexico. 
In 2017 maakten 12,8 miljoen passagiers gebruik van de faciliteiten. Klanten op binnenlandse vluchten waren het meest talrijk, zij maakten zo’n 70% van alle passagiers uit. Veel buitenlandse passagiers zijn Mexicanen die in de Verenigde Staten wonen en werken. Er werd 160.000 ton vracht verwerkt. 
Het vliegveld wordt aangedaan door 15 luchtvaartmaatschappijen en de belangrijkste drie zijn: Volaris, Aeroméxico en VivaAerobus. Amerikaanse maatschappijen als United Airlines, Alaska Airlines, American Airlines en Delta Air Lines maken ook veel gebruik van de luchthaven. Eind 2017 waren 58 bestemmingen bereikbaar, waarvan Mexico-Stad, Tijuana en Los Angeles het meest populair zijn.
De luchthaven wordt beheerd door Grupo Aeroportuario del Pacífico (GAP). Dit bedrijf heeft een notering aan de Bolsa Mexicana de Valores en is opgenomen in de S&P/BMV IPC aandelenindex.

### Prestaties
De luchthaven heeft sinds 2010 een gestage stijging van het aantal passagiers laten zien.
| Jaar | Passagiers (in miljoen) | Mutatie |
| ---- | ----------------------- | ------- |
| 2010 | 7,0                     |         |
| 2011 | 7,2                     | 3,6%    |
| 2012 | 7,4                     | 3,3%    |
| 2013 | 8,1                     | 9,6%    |
| 2014 | 8,7                     | 7,2%    |
| 2015 | 9,8                     | 11,7%   |
| 2016 | 11,4                    | 16,8%   |
| 2017 | 12,8                    | 12,4%   |